# Hymne de la république socialiste soviétique de Biélorussie
L'hymne de la république socialiste soviétique de Biélorussie (en biélorusse : Дзяржаўны гімн Беларускай Савецкай Сацыялiстычнай Рэспублiкi) était l'hymne national de la Biélorussie lorsqu'elle était intégrée à l'URSS en tant que république socialiste soviétique de Biélorussie. Cet hymne fut utilisé de 1955 à 1991, année de l'indépendance de la Biélorussie,,,,.
Onze ans furent nécessaires pour créer la musique et les paroles de l'hymne, produisant même une version évoquant le dirigeant de l'époque, Joseph Staline
La musique fut composée par Nestar Sakalowski (Нестар Сакалоўскі) et les paroles sont l'œuvre de Mihas' Klimovich (Міхась Клімковіч). La mélodie est utilisée dans l'hymne actuel de la Biélorussie (My Bielaroussy), avec des paroles différentes.

## Paroles

### Paroles 1956–91

#### Enbiélorusse
| Kirylica | Łacinka | Transcription API |
| Мы, Беларусы, з братняю Руссю, Разам шукалі к шчасцю дарог. Ў бітвах за волю, ў бітвах за долю З ёй здабылі мы сцяг перамог! Прыпеў: Нас аб’яднала Леніна імя, Партыя к шчасцю вядзе нас ў паход. 𝄆 Партыі слава! Слава Радзіме! Слава табе, Беларускі народ! 𝄇 Сілы гартуе, люд Беларусі, Ў братнім саюзе, ў мужнай сям’і. Вечна мы будзем, вольныя людзі, Жыць на шчаслівай, вольнай зямлі! Прыпеў: Нас аб’яднала Леніна імя, Партыя к шчасцю вядзе нас ў паход. 𝄆 Партыі слава! Слава Радзіме! Слава табе, наш свабодны народ! 𝄇 Дружба народаў – сіла народаў, К шчасцю працоўных сонечны шлях. Горда ж узвіся ў светлыя высі, Сцяг камунізму – радасці сцяг! Прыпеў: Нас аб’яднала Леніна імя, Партыя к шчасцю вядзе нас ў паход. 𝄆 Партыі слава! Слава Радзіме! Слава табе, наш Савецкі народ! 𝄇, | My, Biełarusy, z bratniaju Rusiu, Razam šukali k ščaściu daroh. W bitvach za volu, w bitvach za dolu Ž joj zdabyli my ściah pieramoh! Prypiew: Nas abjadnała Lenina imia, Partyja k ščaściu viadzie nas w pachod. 𝄆 Partyi słava! Słava Radzimie! Słava tabie, Biełaruśki narod! 𝄇 Siły hartuje, lud Biełarusi, W bratnim sajuzie, w mužnaj siamji. Viečna my budziem, volnyja ludzi, Žyć na ščaslivaj, volnaj ziamli! Prypiew: Nas abjadnała Lenina imia, Partyja k ščaściu viadzie nas w pachod. 𝄆 Partyi słava! Słava Radzimie! Słava tabie, naš svabodny narod! 𝄇 Družba narodaw – siła narodaw, K ščaściu pracownych soniečny šlach. Horda ž uzvisia w svietłyja vysi, Ściah kamunizmu – radaści ściah! Prypiew: Nas abjadnała Lenina imia, Partyja k ščaściu viadzie nas w pachod. 𝄆 Partyi słava! Słava Radzimie! Słava tabie, naš Saviecki narod! 𝄇 | [mɨ ǀ bʲe̞ɫ̪ärus̪ɨ ǀ z̪‿brät̪n̪ʲäju rus̪ʲːu ǀ] [räz̪äm ʂukäl̪ʲi k‿ʂʈ͡ʂäs̪ʲt̻͡s̪ʲu d̪äro̞x ‖] [β̞‿bʲit̪väɣ z̪ä vo̞l̪ʲu ǀ β̞‿bʲit̪väɣ z̪ä d̪o̞l̪ʲu] [z̪ʲ‿jo̞j z̪d̪äbɨl̪ʲi mɨ s̪ʲt̻͡s̪ʲäx pʲe̞rämo̞x ‖] [prɨpʲe̞w] [n̪äs̪ äbjäd̪n̪äɫ̪ä l̪ʲe̞n̪ʲin̪ä jimʲä ǀ] [pärt̪ɨjä k‿ʂʈ͡ʂäs̪ʲt̻͡s̪ʲu vʲäd̻͡z̪ʲe̞ n̪äs̪ β̞‿päxo̞t̪ ‖] 𝄆 [pärt̪ɨ͡i s̪ɫ̪ävä ‖ s̪ɫ̪ävä räd̻͡z̪ʲimʲe̞ ‖] [s̪ɫ̪ävä t̪äbʲe̞ ǀ bʲe̞ɫ̪ärus̪ʲkʲi n̪äro̞t̪ ‖] 𝄇 [s̪ʲiɫ̪ɨ ɣärt̪uje̞ ǀ l̪ʲud̪ bʲe̞ɫ̪ärus̪ʲi ǀ] [β̞‿brät̪n̪ʲim s̪äjuz̪ʲe̞ ǀ β̞‿muʐnäj s̪ʲämji ‖] [vʲe̞ʈ͡ʂn̪ä mɨ bud̻͡z̪ʲe̞m ǀ vo̞l̪ʲn̪ɨjä l̪ʲud̻͡z̪ʲi ǀ] [ʐɨt̻͡s̪ʲ n̪ä ʂʈ͡ʂäs̪l̪ʲiväj ǀ vo̞l̪ʲn̪äj z̪ʲäml̪ʲi ‖] [prɨpʲe̞w] [n̪äs̪ äbjäd̪n̪äɫ̪ä l̪ʲe̞n̪ʲin̪ä jimʲä ǀ] [pärt̪ɨjä k‿ʂʈ͡ʂäs̪ʲt̻͡s̪ʲu vʲäd̻͡z̪ʲe̞ n̪äs̪ β̞‿päxo̞t̪ ‖] 𝄆 [pärt̪ɨ͡i s̪ɫ̪ävä ‖ s̪ɫ̪ävä räd̻͡z̪ʲimʲe̞ ‖] [s̪ɫ̪ävä t̪äbʲe̞ ǀ n̪äʂ s̪väbo̞d̪n̪ɨ n̪äro̞t̪ ‖] 𝄇 [d̪ruʐbä n̪äro̞d̪äw ǀ s̪ʲiɫ̪ä n̪äro̞d̪äw ǀ] [k‿ʂʈ͡ʂäs̪ʲt̻͡s̪ʲu prät̻͡s̪o̞wn̪ɨx s̪o̞n̪ʲe̞ʈ͡ʂn̪ɨ ʂl̪ʲäx ‖] [ɣo̞rd̪ä ʐ‿uz̪vʲis̪ʲäw s̪vʲe̞t̪ɫ̪ɨjä vɨs̪ʲi ǀ] [s̪ʲt̻͡s̪ʲäx kämun̪ʲiz̪mu ǀ räd̪äs̪ʲt̻͡s̪ʲi s̪ʲt̻͡s̪ʲäx ‖] [prɨpʲe̞w] [n̪äs̪ äbjäd̪n̪äɫ̪ä l̪ʲe̞n̪ʲin̪ä jimʲä ǀ] [pärt̪ɨjä k‿ʂʈ͡ʂäs̪ʲt̻͡s̪ʲu vʲäd̻͡z̪ʲe̞ n̪äs̪ β̞‿päxo̞t̪ ‖] 𝄆 [pärt̪ɨ͡i s̪ɫ̪ävä ‖ s̪ɫ̪ävä räd̻͡z̪ʲimʲe̞ ‖] [s̪ɫ̪ävä t̪äbʲe̞ ǀ n̪äʂ s̪ävʲe̞t̻͡s̪kʲi n̪äro̞t̪ ‖] 𝄇 |

#### Traductionrussevis-à-vis
| Kirillica | Łatinica |
| --- | --- |
| Мы, белорусы, с братскою Русью, Вместе искали к счастью пути. В битвах за волю, в битвах за долю, С ней добыли мы знамя побед. Нас объединило Ленина имя Партия к счастью ведёт нас в поход 𝄆 Партии слава! Слава Родине! Слава тебе, белорусский народ! 𝄇 Силы закаляет народ Беларуси В братском союзе, в мужественной семье Вечно мы будем, вольные люди Жить на счастливой, вольной земле Нас объединило Ленина имя Партия к счастью ведёт нас в поход 𝄆 Партии слава! Слава Родине! Слава тебе, наш свободный народ! 𝄇 Дружба народов — сила народов, К счастью трудящихся солнечный путь Гордо же взвейся в светлые выси, Флаг коммунизма — радости флаг! Нас объединило Ленина имя Партия к счастью ведёт нас в поход 𝄆 Партии слава! Слава Родине! Слава тебе, наш советский народ! 𝄇, | My, biełorusy, s bratskoju Ruśiu, Vmiestie iskali k sčastju puti. V bitvah za volu, v bitvah za dolu, S niej dobyli my znamia pobieł. Nas ob’jediniło Lenina imia Partija k sčastju viediot nas v pohod 𝄆 Partiji słava! Słava Rodinie! Słava tiebie, biełorusskij narod! 𝄇 Siły zakalajet narod Biełarusi V bratskom sojuzie, v mužiestviennoj siemje Viečno my budiem, volnyje ludi Žitj na sčastlivoj, volnoj ziemle Nas ob’jediniło Lenina imia Partija k sčastju viediot nas v pohod 𝄆 Partiji słava! Słava Rodinie! Słava tiebie, naš svobodnyj narod! 𝄇 Družba narodov – siła narodov, K sčastju trudiaščihsia sołniečnyj putj Gordo žie vzviejsia v svietłyje vysi, Fłag kommunizma – radosti fłag! Nas ob’jediniła Lenina imia Partija k sčastju viediot nas v pohod 𝄆 Partiji słava! Słava Rodinie! Słava tiebie, naš sovietskij narod! 𝄇 |

#### Traduction en français
Nous, Biélorusses, ensemble avec la Russie fraternelle,
Cherchons la route de la fortune.
Dans les luttes pour la liberté, dans les luttes pour le destin,
Nous avons orné notre drapeau de victoires.
Nous avons été unis par le nom de Lénine
Le Parti nous conduit dans la quête du bonheur
Gloire au Parti ! Gloire à la Patrie !
Gloire à toi, peuple biélorusse !
En rassemblant nos forces, peuple de Biélorussie
Dans une union fraternelle, dans une puissante famille
Pour toujours, hommes libres,
Nous vivrons sur une terre heureuse et libre !
Le nom de Lénine nous a unis,
Le Parti nous conduit dans la quête du bonheur
Gloire au Parti ! Gloire à la Patrie !
Gloire à toi, notre peuple libre !
L'amitié des peuples, la force des peuples,
Jusqu'au chemin ensoleillé du bonheur
Fièrement nous élevons jusqu'aux hauteurs du ciel,
Le drapeau du Communisme, le drapeau de la joie!
Le nom de Lénine nous a unis,
Le Parti nous conduit dans la quête du bonheur
Gloire au Parti ! Gloire à la Patrie !
Gloire à toi, notre peuple soviétique !

### Paroles originales (1952–53)

#### En biélorusse
| Kirylica | Łacinka | Transcription AFI |
| Мы, Беларусы, з братняю Руссю, Разам шукалі к долі дарог. Ў бітвах за волю, ў бітвах за долю Мы здабылі з ёй сцяг перамог! Прыпеў: Нас аб’яднала Леніна імя, Сталін павёў нас к шчасцю ў паход. 𝄆 Слава Саветам! Слава Радзіме! Слава табе, Беларускі народ! 𝄇 Ў слаўным саюзе люд Беларусі Вырас, як волат нашых былін. Вечна мы будзем вольныя людзі, Жыць на шчаслівай, вольнай зямлі! Прыпеў Дружбай народаў мы назаўсёды, Нашы граніцы ў сталь закуём. Ворагаў хмары грозным ударам, З нашых прастораў прэч мы змяцём! Прыпеў | My, Biełarusy, z bratniaju Russiu, Razam šukali k doli daroh. W bitvach za volu, w bitvach za dolu, My zdabyli ź joj ściah pieramoh! Prypiew: Nas abjadnała Lenina imia, Stalin paviow nas k ščaściu w pachod. 𝄆 Słava Savietam! Słava Radzimie! Słava tabie, Biełaruśki narod! 𝄇 W sławnym sajuzie lud Biełarusi, Vyras, jak vołat našych bylin. Viečna my budziem volnyja ludzi, Žyć na ščaslivaj, volnaj ziamli! Prypiew Družbaj narodaw my nazawsiody, Našy hranicy w stal zakujom. Vorahaw chmary hroznym udaram, Z našych prastoraw preč my zmiaciom! Prypiew | [mɨ ǀ bʲe̞ɫ̪ärus̪ɨ ǀ z̪‿brät̪n̪ʲäju rus̪ʲːu ǀ] [räz̪äm ʂukäl̪ʲi g‿d̪o̞l̪ʲi d̪äro̞x ‖] [β̞‿bʲit̪väɣ z̪ä vo̞l̪ʲu ǀ β̞‿bʲit̪väɣ z̪ä d̪o̞l̪ʲu] [mɨ z̪d̪äbɨl̪ʲi z̪ʲ‿jo̞j s̪ʲt̻͡s̪ʲäx pʲe̞rämo̞x ‖] [prɨpʲe̞w] [n̪äs̪ äbjäd̪n̪äɫ̪ä l̪ʲe̞n̪ʲin̪ä jimʲä ǀ] [s̪t̪äl̪ʲin̪ pävʲɵw n̪äs̪ k‿ʂʈ͡ʂäs̪ʲt̻͡s̪ʲu β̞‿päxo̞t̪ ‖] 𝄆 [s̪ɫ̪ävä s̪ävʲe̞t̪äm ‖ s̪ɫ̪ävä räd̻͡z̪ʲimʲe̞ ‖] [s̪ɫ̪ävä t̪äbʲe̞ ǀ bʲe̞ɫ̪ärus̪ʲkʲi n̪äro̞t̪ ‖] 𝄇 [w‿s̪ɫ̪äwnɨm s̪äjuzʲe̞ l̪ʲud̪ bʲe̞ɫ̪ärus̪ʲi ǀ] [vɨräs̪ ǀ jäg vo̞ɫ̪ät̪ näʂɨɣ bɨl̪ʲin̪ ‖] [vʲe̞ʈ͡ʂn̪ä mɨ bud̻͡z̪ʲe̞m vo̞l̪ʲn̪ɨjä l̪ʲud̻͡z̪ʲi ǀ] [ʐɨt̻͡s̪ʲ n̪ä ʂʈ͡ʂäs̪l̪ʲiväj ǀ vo̞l̪ʲn̪äj z̪ʲäml̪ʲi ‖] [prɨpʲe̞w] [d̪ruʐbäj n̪äro̞d̪äw mɨ n̪äz̪äws̪ʲɵd̪ɨ ǀ] [n̪äʂɨ ɣrän̪ʲit̻͡s̪ɨw s̪t̪äɫ̪ z̪äkujɵm ‖] [vo̞räɣäw xmärɨ xro̞z̪n̪ɨm ud̪äräm ǀ] [z̪‿n̪äʂɨx präs̪t̪o̞räw pre̞ʈ͡ʂ mɨ z̪mʲät̻͡s̪ʲɵm ‖] [prɨpʲe̞w] |

#### Traduction russe vis-à-vis
| Kirillica | Łatinica |
| --- | --- |
| Мы, белорусы, с братскою Русью Вместе искали к счастью пути. В битвах за волю, в битвах за долю, С ней добыли мы знамя побед. Припев: Нас объединило Ленина имя, Сталин повел нас к счастью в поход. 𝄆 Слава советам! Слава Родине! Слава тебе, белорусский народ! 𝄇 В славном союзе народ Белоруссии Вырос, как богатырь наших былин. Вечно мы будем, вольные люди, Жить на счастливой, вольной земле! Припев Дружбой народов мы навсегда Наши границы в сталь закуём. Врагов тучи грозным ударом С наших просторов прочь мы сметем! Припев | My, biełorusy, s bratskoju Ruśiu Vmiestie iskali k sčastju puti. V bitvah za volu, v bitvah za dolu, S niej dobyli my znamia pobieł. Pripiev: Nas ob’jediniło Lenina imia, Stalin povieł nas k sčastju v pohod. 𝄆 Słava sovietam! Słava Rodinie! Słava tiebie, biełorusskij narod! 𝄇 V słavnom sojuzie narod Biełorussiji Vyros, kak bogatyrj naših bylin. Večno my budiem, volnyje ludi, Žitj na sčastlivoj, volnoj ziemle! Pripiev Družboj narodov my navsiegda Naši granicy v stal zakujom. Vragov tuči groznym udarom S naših prostorov pročj my smietiem Pripiev |

#### Traduction en français
Nous, biélorusses, avec la Russie fraternelle,
Cherchons la route de la fortune.
Dans les luttes pour la liberté, dans les luttes pour le destin,
Nous avons orné notre drapeau de victoires.
Refrain :
Le nom de Lénine nous a unis,
Staline nous conduit dans la quête du bonheur
Gloire aux Soviétiques ! Gloire à la Patrie !
Gloire à toi, peuple biélorusse!
Dans la glorieuse union du peuple biélorusse,
Nous avons grandi comme les héros de nos épopées.
Pour toujours nous serons des gens libres,
De vivre sur une joyeuse et libre terre.
Refrain
L'amitié des peuples est ce que nous défendons.
Nos frontières d'acier sont ce que nous protégerons.
Les nuages soufflent sur nos ennemis redoutables,
Que nous balayerons de nos terres.
Refrain